# Marco Mazzieri
Marco Mazzieri (Grosseto, 20 dicembre 1962) è un ex giocatore di baseball e allenatore di baseball italiano.

## Carriera
Cresciuto nella formazione grossetana del Roselle, nel 1980 ha avuto la sua prima presenza con il Bbc Grosseto, con cui ha giocato ininterrottamente fino all'anno 2000, eccezion fatta per tre stagioni passate fra Calze Verdi Casalecchio e Fortitudo Bologna.
Ha disputato oltre 1000 partite del massimo campionato di baseball, indossando per anni il numero 5, ritirato nel 2011 dalla società maremmana.
In Nazionale, da giocatore, ha fatto parte della selezione azzurra dall'Europeo 1985 fino al Mondiale del 1990, per un totale di 73 presenze.
Dopo il ritiro è diventato manager della squadra maremmana. Dal 2005 al 2007 è stato l'allenatore della Nazionale juniores, ma fu promosso a dirigere la Nazionale maggiore in seguito alle dimissioni di Giampiero Faraone. Ha lasciato la guida tecnica degli azzurri al termine del World Baseball Classic 2017.
Nel 2017 è stato premiato dalla European Baseball Coaches Association con il Career Achievement Award.
Il 16 novembre 2024 è stato eletto presidente della FIBS per il quadriennio 2025-2028. È inoltre Chairman della Coach Commission della World Baseball Softball Confederation.

## Palmarès

### Giocatore

#### Club
- Campionati italiani: 2

Grosseto: 1986, 1989
- Coppa Italia: 2

Grosseto: 1981, 1999

#### Nazionale
- Campionati europei: 1

Italia: 1989

### Allenatore

#### Nazionale
- Campionati europei: 2

Italia: 2010, 2012